# Batalla de Adua
La batalla de Adua (también conocida como Adwa o Adowa) se libró el 1 de marzo de 1896 entre Abisinia (actual Etiopía) e Italia cerca de la ciudad abisinia del mismo nombre. Fue la batalla culminante de la primera guerra ítalo-etíope.

## Trasfondo histórico
África había sido dividida entre las potencias europeas en el siglo XIX, con las únicas excepciones de la república de Liberia y el Imperio de Abisinia. Italia, que acababa de incorporarse a la carrera colonial, poseía colonias en Eritrea y Somalia y deseaba aumentar su presencia en el Cuerno de África conquistando Abisinia y uniendo así sus dos territorios costeros por tierra. Firmó entonces el Tratado de Wuchale con el emperador abisinio Menelik II, quien desconocía que la versión en italiano del tratado convertía su país en protectorado italiano. Cuando lo supo, rompió el tratado, y entonces Italia invadió Abisinia para cumplir sus propósitos.
Se inició así una invasión italiana en toda regla, compuesta por alrededor de 20 000 hombres. El general italiano Oreste Baratieri propuso hacer el primer movimiento la noche del 29 de febrero de 1896, esperando sorprender a los abisinios mientras dormían.

## Antecedentes de la batalla

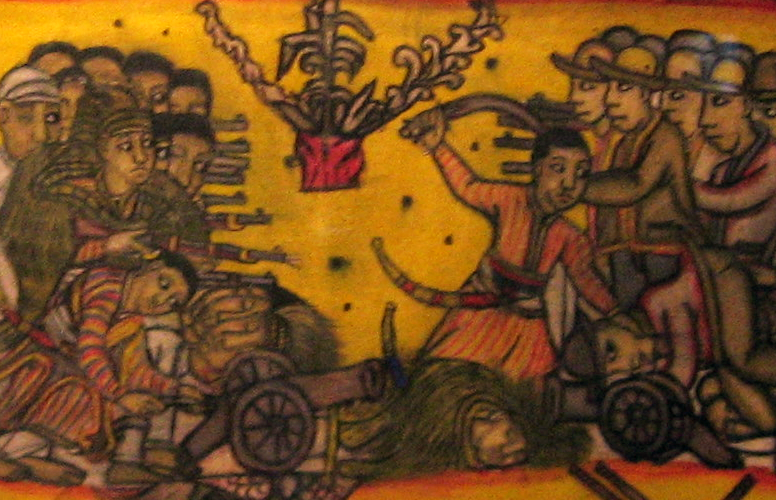
La batalla de Adua, detalle de un tapiz.

El ejército italiano estaba compuesto por cuatro brigadas que sumaban aproximadamente 20 000 hombres, con cincuenta y seis piezas de artillería. Una de ellas era una brigada de askaris (infantería nativa reclutada en Eritrea, con oficialidad italiana) al mando del general Matteo Albertone. Las tres brigadas restantes eran unidades italianas bajo los generales Vittorio Dabormida, Giuseppe Ellena y el propio Baratieri. Las cuatro brigadas italianas avanzaron por separado hacia la ciudad de Adua por diversos pasos de montaña. El trayecto las separó mucho, de forma que al amanecer del 1 de marzo se encontraban separadas por varios kilómetros de terreno difícil.
Menelik II y su ejército (que sobrepasaba ampliamente en número a los italianos, calculándose sus efectivos en alrededor de 120 000 hombres) se habían levantado temprano para asistir a los servicios religiosos. Al conocer la noticia del avance italiano, el emperador reunió los ejércitos separados de sus nobles (Ras Makonnen, Ras Mikael y el negus Tekle Haymanot de Gojjam) y avanzó hacia los italianos.

## La batalla

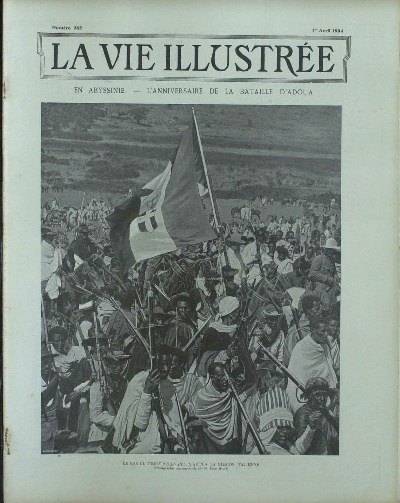
Portada de una revista francesa publicada el 1 de abril de 1904 mostrando a los soldados de Menelik II de Abisinia desfilando en celebración del aniversario de su victoria sobre los italianos.

La brigada de askaris del general Albertone fue la primera en sufrir el embate abisinio, cerca de una colina llamada Enda Chidane Meret. Los askaris resistieron bien la embestida abisinia, en parte gracias al apoyo de la artillería italiana, pero se enfrentaban a un ejército mucho mayor. El combate duraba ya tres horas, cuando Menelik II decidió enviar su reserva de 25 000 soldados de Shoa, que aplastó a la brigada de Albertone.
La brigada italiana de Dabormida se había trasladado hasta el lugar del combate en ayuda de Albertone, pero no pudo alcanzarlo a tiempo. Lejos del resto del ejército italiano, se vio obligado a combatir a los abisinios. Sin embargo, el factor numérico, el valor y la ferocidad de los guerreros de Shoa condujeron a la muerte del general italiano y la destrucción de gran parte de una nueva brigada. Tras este nuevo triunfo, las tropas de Menelik II atacaron a las dos brigadas restantes y las aplastaron nuevamente en el monte Belah. Al mediodía, los supervivientes del ejército italiano se retiraban de una batalla ya perdida.

## Resultado

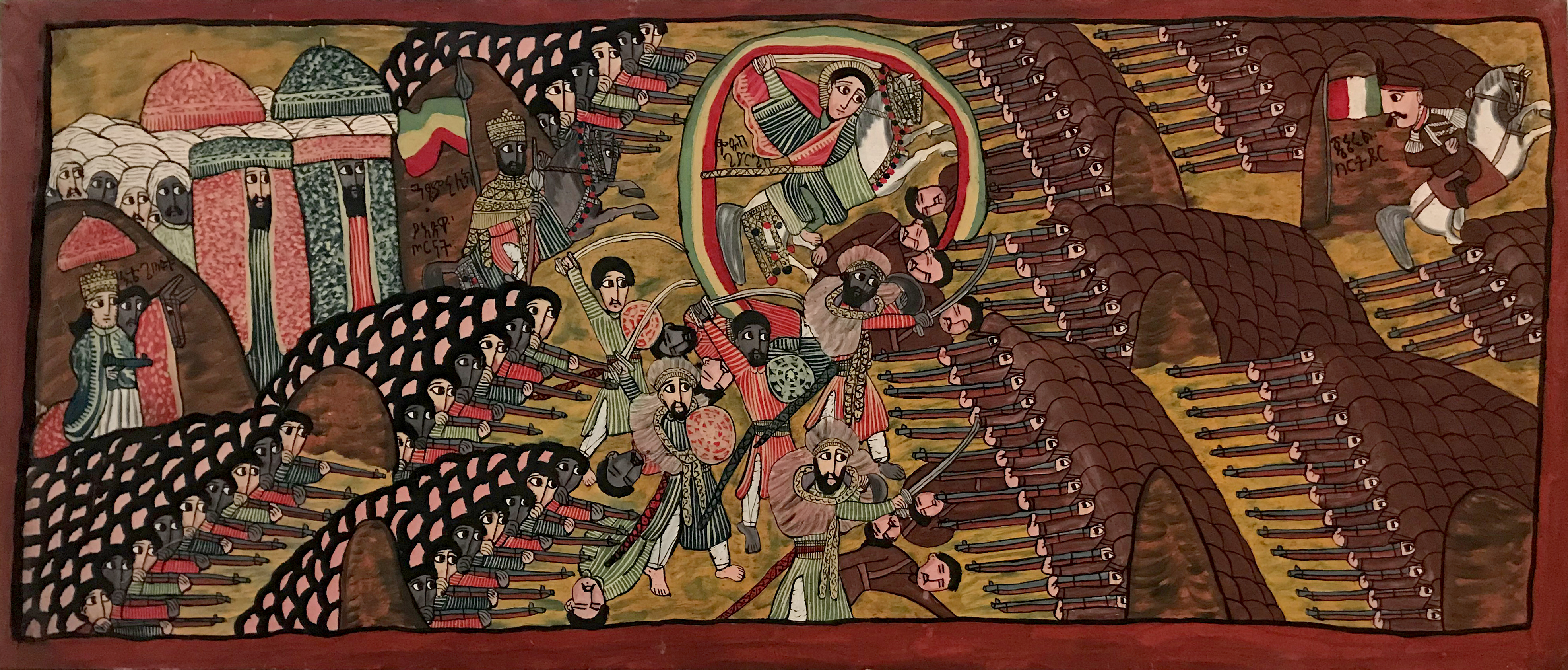
La batalia de Adua, pintura etíope

Los italianos contabilizaron 5900 bajas, mientras que los abisinios perdieron en torno a 10 000 hombres. Los prisioneros italianos fueron tan bien tratados como fue posible, pero los 800 askaris que capturaron fueron considerados traidores, y su castigo fue la amputación de sus manos derechas y sus pies izquierdos.
Como resultado directo de la batalla, Italia firmó el Tratado de Adís Abeba, reconociendo a Abisinia como un Estado independiente. La responsabilidad del fracaso cayó en Baratieri, a quien relevaron de su cargo acusado de deserción. La humillación de Italia fue sentida durante casi cuarenta años, hasta 1935, cuando la segunda guerra italo-abisinia dio a la Italia de Benito Mussolini el dominio de Abisinia hasta la liberación en 1941.